# Hyalobathra variabilis
Hyalobathra variabilis là một loài bướm đêm trong họ Crambidae.